# Ángel Campos Pámpano
Ángel Campos Pámpano (San Vicente de Alcántara, 10 de mayo de 1957-Badajoz, 25 de noviembre de 2008) fue un poeta y traductor español, gran defensor de la cultura y la literatura de Portugal.

## Biografía
Nació en el pueblo de San Vicente de Alcántara de la provincia de Badajoz, estudió Filología Hispánica en la Universidad de Salamanca, fue profesor de enseñanza media durante 20 años en institutos de Extremadura y durante 6 años en el Instituto Español Giner de los Ríos en Lisboa, de donde regresó en el año 2008 para reincorporarse a su trabajo en Extremadura. Impulsó las relaciones culturales y poéticas entre las instituciones e individuos de la región fronteriza de Extremadura y Portugal. Murió el 25 de noviembre de 2008 en Badajoz tras sufrir una operación de cáncer de páncreas; tenía 51 años. Acababa de salir en la editorial Calambur su poesía completa: La vida de otro modo, ilustrada por Javier Fernández de Molina y prologada por el profesor Miguel Ángel Lama.

## Su obra
Además de sus traducciones y tareas de agitación cultural lo más importante de su creación poética es La ciudad blanca (1988), libro pionero, de poesía meditativa, impresionista y de fuerte impacto del conocimiento y gozo de Portugal, de su lengua, de su cultura y de su literatura, especialmente la poesía, pero no sólo. Siguieron Siquiera este refugio (1993), La voz en espiral (1998) y La semilla en la nieve (2004), libro por el que recibió el premio Extremadura a la Creación.

## Su figura
Tradujo al español obras de autores de la literatura portuguesa del siglo XX, como Fernando Pessoa, Carlos de Oliveira, António Ramos Rosa, Eugénio de Andrade y Sophia de Mello Breyner Andresen, entre otros. Su antología de Pessoa Un corazón de nadie, publicada en Galaxia Guttenberg/Círculo de Lectores, lo proyectó a los círculos intelectuales nacionales e internacionales.
Fundó (junto a Diego Doncel y Álvaro Valverde) y dirigió la revista Espacio/Espaço escrito, así como Hablar/Falar de Poesía, que pretendieron servir como vínculo de unión entre las culturas y literaturas española (y extremeña) y portuguesa.
Ángel Campos presidió la Asociación de Escritores Extremeños. En 1992, fundó el Aula de Poesía Enrique Díez-Canedo de Badajoz de dicha asociación, aula que ha paseado más de ciento quince autores por instituciones culturales e institutos de enseñanza de toda la región.
Desde 2009 La Casa de la Cultura de su localidad natal lleva su nombre.

## Premios
- Premio de traducción Giovanni Pontiero por su traducción de Sophia de Mello Breyner Andresen.
- Premio Extremadura a la Creación 2005 por su libro "La semilla en la nieve".
- Premio Eduardo Lourenço de Guarda (Portugal) (lo iba a recibir el 27 de noviembre de 2008, pero murió el 25 de noviembre, dos días antes).